# 27. september
27. september er dag 270 i året i den gregorianske kalender (dag 271 i skudår). Der er 95 dage tilbage af året.
Cosmus' dag. Cosmus bliver sammen med sin tvillingebroder Damianus halshugget under kejser Diocletians forfølgelser i år 287.

### Begivenheder
Født - Dødsfald
- 1540 - Pave Paul III autoriserer ved en bulle jesuiterordenen, en orden som er baseret på militære principper. Ordenen etablerer sig først i Danmark i 1873.
- 1779 - John Adams vælges som forhandler for de revolutionære krav overfor den engelske kolonimagt.
- 1799 - Trykkefriheden i Danmark-Norge bliver indskrænket med Trykkefrihedsforordningen af 1799; kritiske forfattere som P.A. Heiberg og Malthe Conrad Bruun landsforvises.
- 1821 - Mexico bliver uafhængig af Spanien.
- 1825 - Verdens første offentlige jernbanedrift indledes af Stockton and Darlington Railway i USA. Toget Active er bygget af George Stephenson, strækningen 27 miles, og damplokomotivet kan trække 32 vogne med 10 miles i timen.
- 1916 - Italien erklærer Tyskland krig.
- 1922 - Konstantin 1. af Grækenland abdicerer som følge af nederlaget i den græsk-tyrkiske krig 1919-22.
- 1938 - Lineren Queen Elizabeth søsættes ved Clydebank i Skotland. Med sine 80.000 ton overgår den Queen Mary i størrelse.
- 1939 - Reinhard Heydrich bliver leder af det nydannede sikkerhedspoliti i Tyskland.
- 1939 - Den tyske udenrigsminister Joachim von Ribbentrop rejser til Moskva med henblik på deling af Polen.
- 1939 - Warszawa overgiver sig til den tyske hær.
- 1940 - I Berlin underskriver udenrigsministrene for Tyskland, Italien og Japan (Aksemagterne) en militær og økonomisk pagt, som skal gælde indtil 1950.
- 1964 - Lee Harvey Oswald bliver af Warren-rapporten udpeget som den skyldige i mordet på præsident John F. Kennedy tidligere i 1963. Konklusionen i rapporten er at han arbejdede på egen hånd.
- 1972 - FDM og Danmarks Automobilhandler Forening etablerer et brugtbilankenævn.
- 1973 - Operahuset i Sydney, tegnet af Jørn Utzon, tages i brug.
- 1979 - Den Københavnske Bank - senere Finansbanken stiftes.
- 1983 - Open source-softwareprojektet GNU annonceres officielt.
- 1987 - Demonstrationer på Langelinie mod 2 amerikanske krigsskibe, som ikke vil garantere, at der ikke er atomvåben om bord.
- 1990 - England genoptager diplomatiske forbindelser med Iran.
- 1990 - Salman Rushdie beder Iran om tilgivelse for at have skrevet De sataniske vers.
- 1994 - Ny EU-kommissær efter Henning Christophersen bliver Ritt Bjerregaard.
- 1996 - Taleban-militsen indtager hovedstaden Kabul i Afghanistan og hænger præsident Najibullah.
- 1998 - Gerhard Schröder vinder med sit parti SPD det tyske valg til Forbundsdagen; taberen er Helmut Kohls CDU.
- 1998 - Kronprins Frederik åbner Københavns Lufthavns nye togstation.
- 2001 - I et lokalparlament i Schweiz går en mand amok og skyder 14 politikere.
- 2001 - Elia, billedhuggeren Ingvar Cronhammars skulptur ved Herning, indvies.
- 2001 - Taleban-militsen i Afghanistan oplyser, at et sendebud har givet den terrormistænkte Osama bin Laden besked om at forlade landet.
- 2014 - En bro over Helsingørmotorvejen kollapser i støbeprocessen. Ingen kommer til skade, men motorvejen er spærret i tre dage, mens oprydningsarbejdet pågår.

### Født
- 1601 - Ludvig 13. af Frankrig, fransk konge (død 1643).
- 1722 - Samuel Adams, amerikansk revolutionær og politiker (død 1803).
- 1792 - George Cruikshank, britisk karikaturtegner (død 1878).
- 1797 - Christian Wilster, dansk digter og oversætter (død 1840).
- 1849 - Nanna Liebmann, dansk komponist, musiklærer og sanger (død 1935).
- 1854 - Sixten Sparre, svensk løjtnant (død 1889).
- 1862 - Louis Botha, sydafrikansk general og politiker, premierminister og præsident (død 1919).
- 1891 - Søren Olesen, dansk politiker, højskoleforstander og minister (død 1973).
- 1919 - Jayne Meadows, kinesisk-amerikansk skuespiller og forfatter (død 2015).
- 1922 - Arthur Penn, amerikansk filminstruktør (død 2010).
- 1934 - Ib Glindemann, dansk orkesterleder (død 2019).
- 1934 - Claude Jarman Jr., amerikansk barneskuespiller (død 2025).
- 1937 - Franz Grundheber, tysk-østrigsk operasanger.
- 1942 - Alvin Stardust, engelsk rocksanger (død 2014).
- 1942 - Dith Pran, cambodiansk fotojournalist og flygtning fra Khmer Rouge, portrætteret i filmen The Killing Fields fra 1984 (død 2008).
- 1944 - Jan Utzon, dansk arkitekt.
- 1947 - Jesper Tørring, tidligere dansk atletikudøver (vandt EM i højdespring i Rom 1974).
- 1947 - Meat Loaf (Marvin Lee Aday), amerikansk sanger (død 2022).
- 1949 - Jahn Teigen, norsk populærsanger (død 2020).
- 1956 - Torben M. Andersen, professor og tidligere overvismand.
- 1957 - Rune T. Kidde, tegner, forfatter, musiker (død 2013).
- 1958 - Shaun Cassidy, amerikansk sanger.
- 1972 - Gwyneth Paltrow, amerikansk skuespillerinde
- 1976 - Francesco Totti, italiensk fodboldspiller.
- 1982 - Lil Wayne, Amerikansk rapper.
- 1984 - Avril Lavigne, canadisk sangerinde.

### Dødsfald
- 1883 - Niels Laurits Høyen, dansk kunsthistoriker (født 1798).
- 1890 - Rasmus Malling-Hansen, dansk opfinder, forstander, teolog og pædagog (født 1835).
- 1891 - Ivan Gontjarov, russisk forfatter (født 1812).
- 1893 - A.F. Krieger, dansk politiker og minister (født 1817).
- 1917 - Edgar Degas, fransk billedhugger, maler og grafiker (født 1834).
- 1921 - Engelbert Humperdinck, tysk komponist (født 1854).
- 1941 - Niels Larsen Stevns, dansk maler (født 1864).
- 1944 - Aristide Maillol, fransk billedhugger, maler og grafiker (født 1861).
- 1959 - Carl Viggo Meincke, dansk revy- og tekstforfatter samt skuespiller (født 1902).
- 1964 - Arild Rosenkrantz, dansk maler og billedhugger (født 1870).
- 1979 - Gracie Fields, britisk sanger, skuespiller og komiker (født 1898).
- 1980 - Prinsesse Anne, dansk prinsesse (født 1917).
- 1986 - Cliff Burton, amerikansk musiker, bassist for metal-bandet Metallica (født 1962).
- 1995 - Hermann Zobel, dansk forsikringsdirektør (født 1908).
- 2003 - Donald O'Connor, amerikansk skuespiller og danser (født 1925).
- 2004 - Morti Vizki, dansk forfatter (født 1963).
- 2005 - Pol Bury, belgisk multikunstner (født 1922).
- 2010 - Mogens Frohn Nielsen, dansk skipper på skoleskibet Fulton (født 1935).
- 2011 - Erik Wedersøe, dansk skuespiller og forfatter (født 1938).
- 2012 - Herbert Lom, tjekkisk-britisk skuespiller (født 1917).
- 2017 - Hugh Hefner, amerikansk tidsskriftudgiver, grundlægger og ejer af Playboy (født 1926).
- 2021 - Roger Hunt, engelsk fodboldspiller (født 1938).
- 2023 - Michael Gambon, irsk skuespiller (født 1940).
- 2024 - Maggie Smith, engelsk skuespillerinde (født 1934).

|  | Denne datoartikel kan blive bedre, hvis der indsættes et (bedre) billede Du kan hjælpe ved at afsøge Wikimedia Commons for et passende billede eller uploade et godt billede til Wikimedia Commons iht. de tilladte licenser og indsætte det i artiklen. |